# Cuervea jamaicensis
Cuervea jamaicensis är en benvedsväxtart som beskrevs av G.R. Proctor. Cuervea jamaicensis ingår i släktet Cuervea och familjen Celastraceae. Inga underarter finns listade.